# 枡形 (川崎市)
枡形（ますがた）は、神奈川県川崎市多摩区の地名。現行行政地名は枡形1丁目から枡形7丁目。住居表示実施済区域。

## 地理
多摩区の南部に位置し、西に東三田、北西に生田、北東に登戸、東に東生田、南に宮前区初山と接している。

### 地価
住宅地の地価は、2025年（令和7年）1月1日の公示地価によれば、枡形2-14-7の地点で25万5000円/m²、枡形5-23-6の地点で22万円/m²、枡形6-22-7の地点で21万1000円/m²となっている。

## 歴史

### 沿革
- 1980年（昭和55年）11月4日 - 住居表示の実施に伴い、生田の一部を分離し、枡形1丁目から枡形7丁目を新設[5][9]。

## 世帯数と人口
2025年（令和7年）6月30日現在（川崎市発表）の世帯数と人口は以下の通りである。枡形7丁目は全域が生田緑地であり、登録している住民はいない。
| 丁目      | 世帯数    | 人口     |
| --------- | --------- | -------- |
| 枡形1丁目 | 729世帯   | 1,451人  |
| 枡形2丁目 | 1,184世帯 | 2,003人  |
| 枡形3丁目 | 940世帯   | 1,480人  |
| 枡形4丁目 | 422世帯   | 714人    |
| 枡形5丁目 | 1,040世帯 | 1,904人  |
| 枡形6丁目 | 1,654世帯 | 3,299人  |
| 枡形7丁目 | 0世帯     | 0人      |
| 計        | 5,969世帯 | 10,851人 |

### 人口の変遷
国勢調査による人口の推移。
| 年                 | 人口   |
| ------------------ | ------ |
| 1995年（平成7年）  | 8,089  |
| 2000年（平成12年） | 9,180  |
| 2005年（平成17年） | 9,748  |
| 2010年（平成22年） | 10,422 |
| 2015年（平成27年） | 10,960 |
| 2020年（令和2年）  | 11,613 |

### 世帯数の変遷
国勢調査による世帯数の推移。
| 年                 | 世帯数 |
| ------------------ | ------ |
| 1995年（平成7年）  | 4,007  |
| 2000年（平成12年） | 4,595  |
| 2005年（平成17年） | 5,006  |
| 2010年（平成22年） | 5,508  |
| 2015年（平成27年） | 5,809  |
| 2020年（令和2年）  | 6,127  |

## 学区
市立小・中学校に通う場合、学区は以下の通りとなる（2022年3月時点）。
| 丁目      | 番・番地等 | 小学校               | 中学校             |
| --------- | ---------- | -------------------- | ------------------ |
| 枡形1丁目 | 全域       | 川崎市立東生田小学校 | 川崎市立枡形中学校 |
| 枡形2丁目 | 全域       | 川崎市立東生田小学校 | 川崎市立枡形中学校 |
| 枡形3丁目 | 全域       | 川崎市立東生田小学校 | 川崎市立生田中学校 |
| 枡形4丁目 | 全域       | 川崎市立東生田小学校 | 川崎市立生田中学校 |
| 枡形5丁目 | 全域       | 川崎市立東生田小学校 | 川崎市立生田中学校 |
| 枡形6丁目 | 全域       | 川崎市立東生田小学校 | 川崎市立生田中学校 |
| 枡形7丁目 | 全域       | 川崎市立東生田小学校 | 川崎市立生田中学校 |

## 事業所
2021年（令和3年）現在の経済センサス調査による事業所数と従業員数は以下の通りである。
| 丁目      | 事業所数  | 従業員数 |
| --------- | --------- | -------- |
| 枡形1丁目 | 30事業所  | 616人    |
| 枡形2丁目 | 30事業所  | 364人    |
| 枡形3丁目 | 31事業所  | 317人    |
| 枡形4丁目 | 17事業所  | 135人    |
| 枡形5丁目 | 20事業所  | 64人     |
| 枡形6丁目 | 21事業所  | 254人    |
| 枡形7丁目 | 12事業所  | 171人    |
| 計        | 161事業所 | 1,921人  |

### 事業者数の変遷
経済センサスによる事業所数の推移。
| 年                 | 事業者数 |
| ------------------ | -------- |
| 2016年（平成28年） | 149      |
| 2021年（令和3年）  | 161      |

### 従業員数の変遷
経済センサスによる従業員数の推移。
| 年                 | 従業員数 |
| ------------------ | -------- |
| 2016年（平成28年） | 1,164    |
| 2021年（令和3年）  | 1,921    |

## 交通
- 神奈川県道3号世田谷町田線
- 神奈川県道13号横浜生田線

## 施設
- 生田緑地
  - 川崎市岡本太郎美術館
  - 日本民家園
- 川崎国際生田緑地ゴルフ場
- 川崎市立東生田小学校
- 多摩警察署

## その他

### 日本郵便
- 郵便番号 : 214-0032[3]（集配局 : 登戸郵便局[20]）

### 警察
町内の警察の管轄区域は以下の通りである。生田交番は2024年3月31日をもって廃止になり、管轄は向ヶ丘遊園駅前交番、読売ランド駅前交番、長沢交番が分割担当することになった。
| 町丁      | 番・番地等 | 警察署     | 交番・駐在所       |
| --------- | ---------- | ---------- | ------------------ |
| 枡形1丁目 | 全域       | 多摩警察署 | 向ヶ丘遊園駅前交番 |
| 枡形2丁目 | 全域       | 多摩警察署 | 向ヶ丘遊園駅前交番 |
| 枡形3丁目 | 全域       | 多摩警察署 | 向ヶ丘遊園駅前交番 |
| 枡形4丁目 | 全域       | 多摩警察署 | 向ヶ丘遊園駅前交番 |
| 枡形5丁目 | 全域       | 多摩警察署 | 向ヶ丘遊園駅前交番 |
| 枡形6丁目 | 全域       | 多摩警察署 | 向ヶ丘遊園駅前交番 |
| 枡形7丁目 | 全域       | 多摩警察署 | 向ヶ丘遊園駅前交番 |